# Chiesa di San Lorenzo (Cinte Tesino)
La chiesa di San Lorenzo, anche nota come chiesa di  San Lorenzo Martire, è la parrocchiale di Cinte Tesino in Trentino. Fa parte della zona pastorale Valsugana - Primiero dell'arcidiocesi di Trento e risale al XV secolo.

## Storia

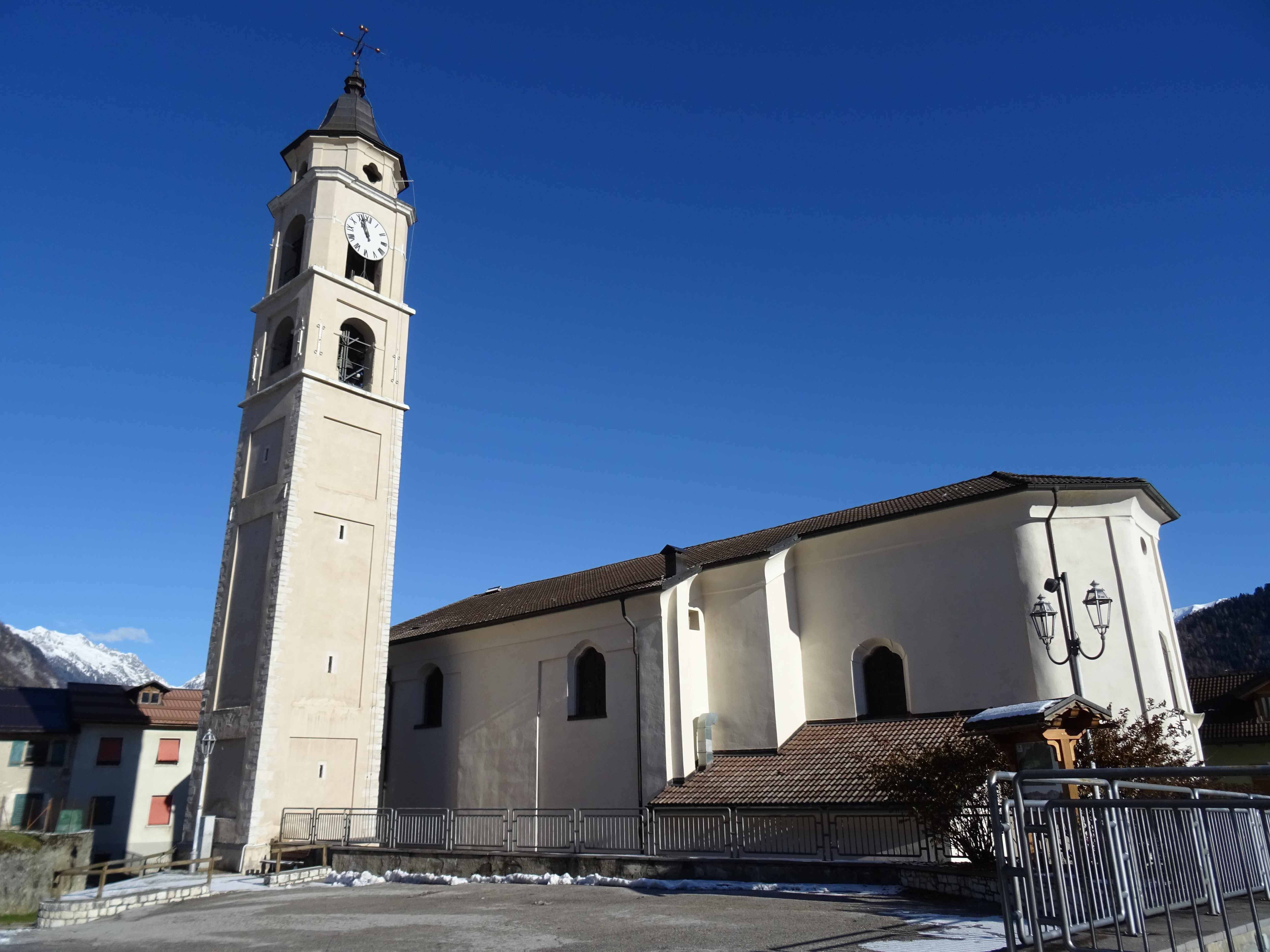
Vista laterale

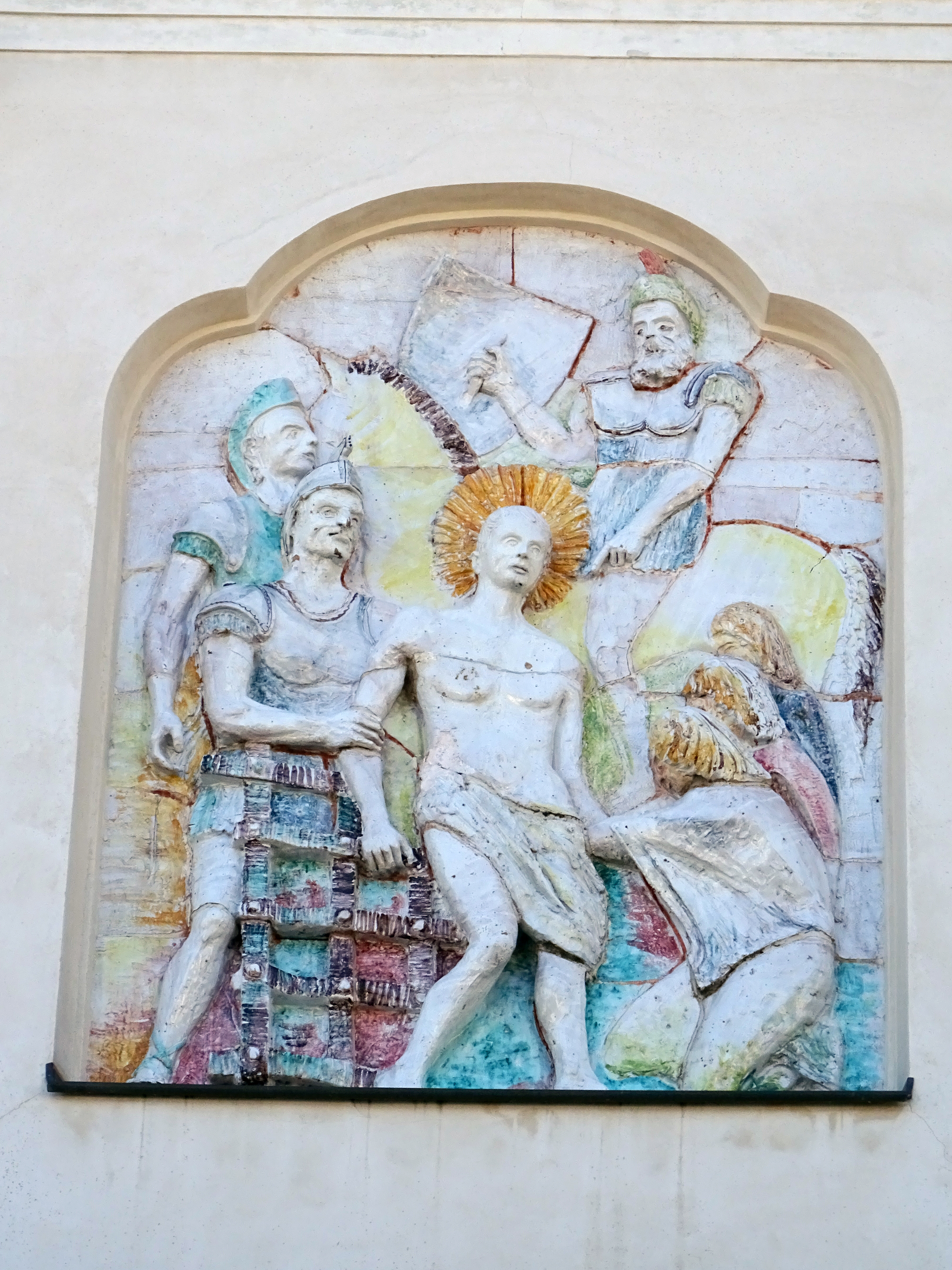
Bassorilievo policromo con raffigurazione del Martirio di San Lorenzo nella finestra cieca sulla facciata

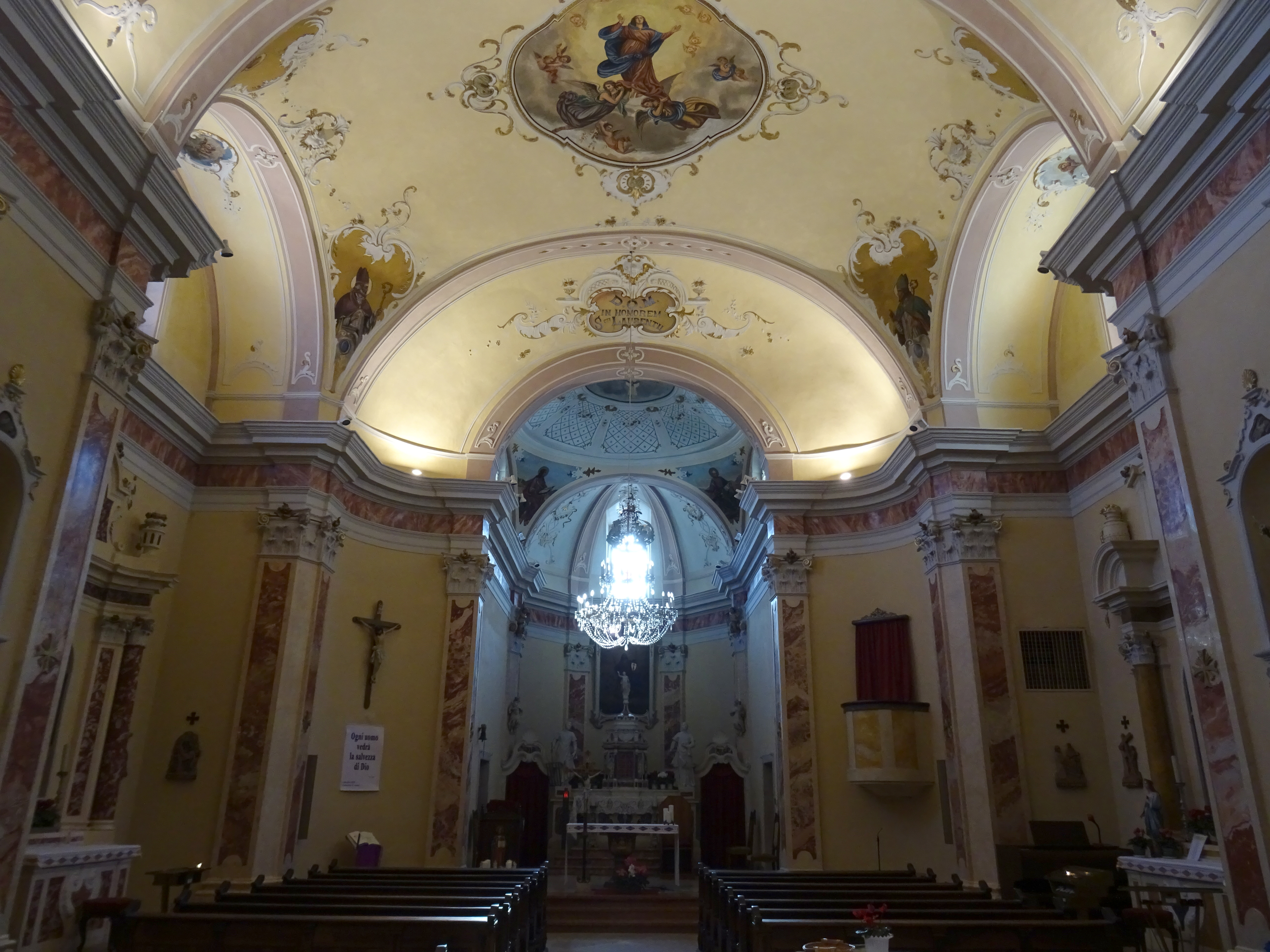
Interno

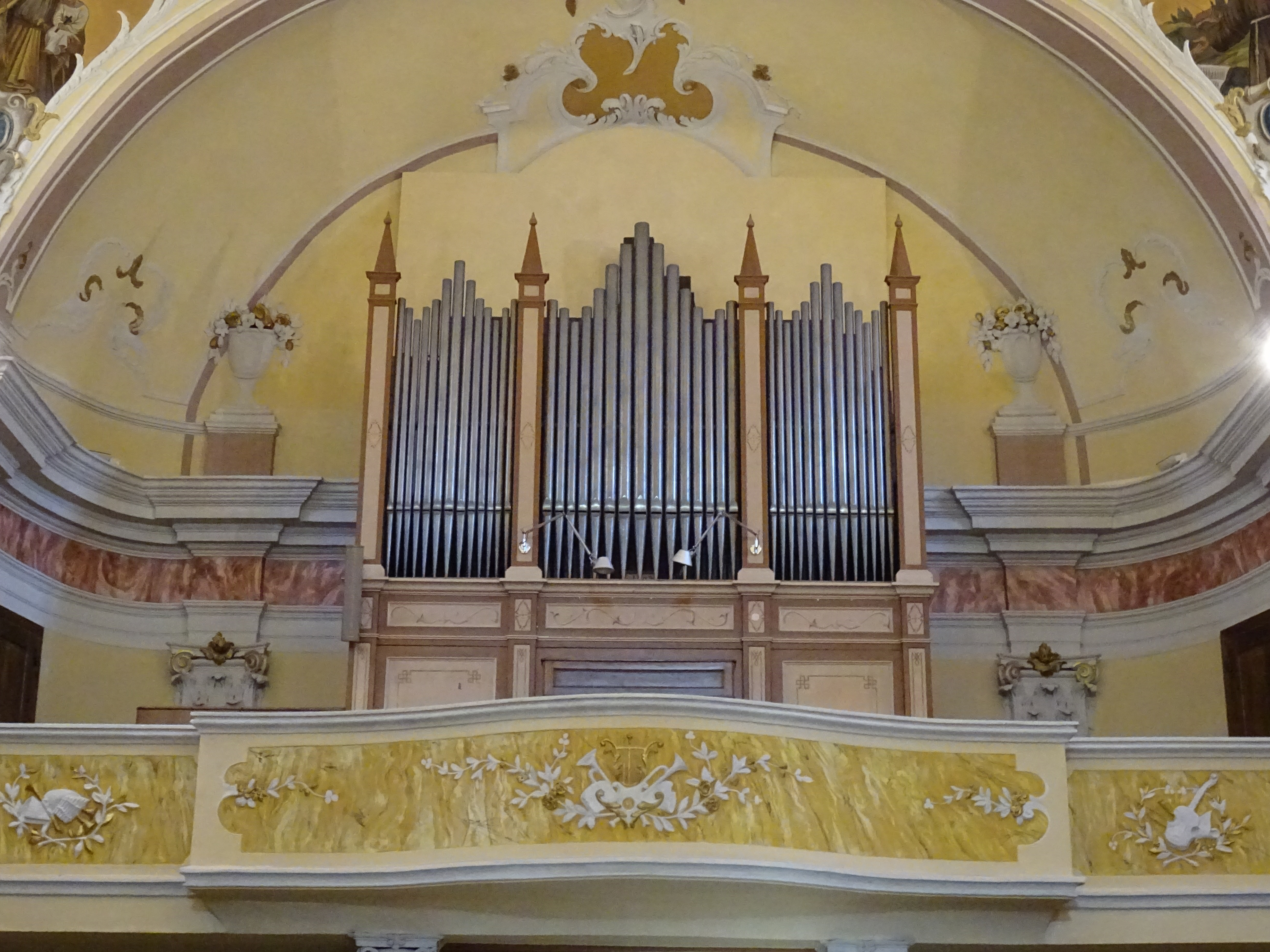
Organo a canne in controfacciata

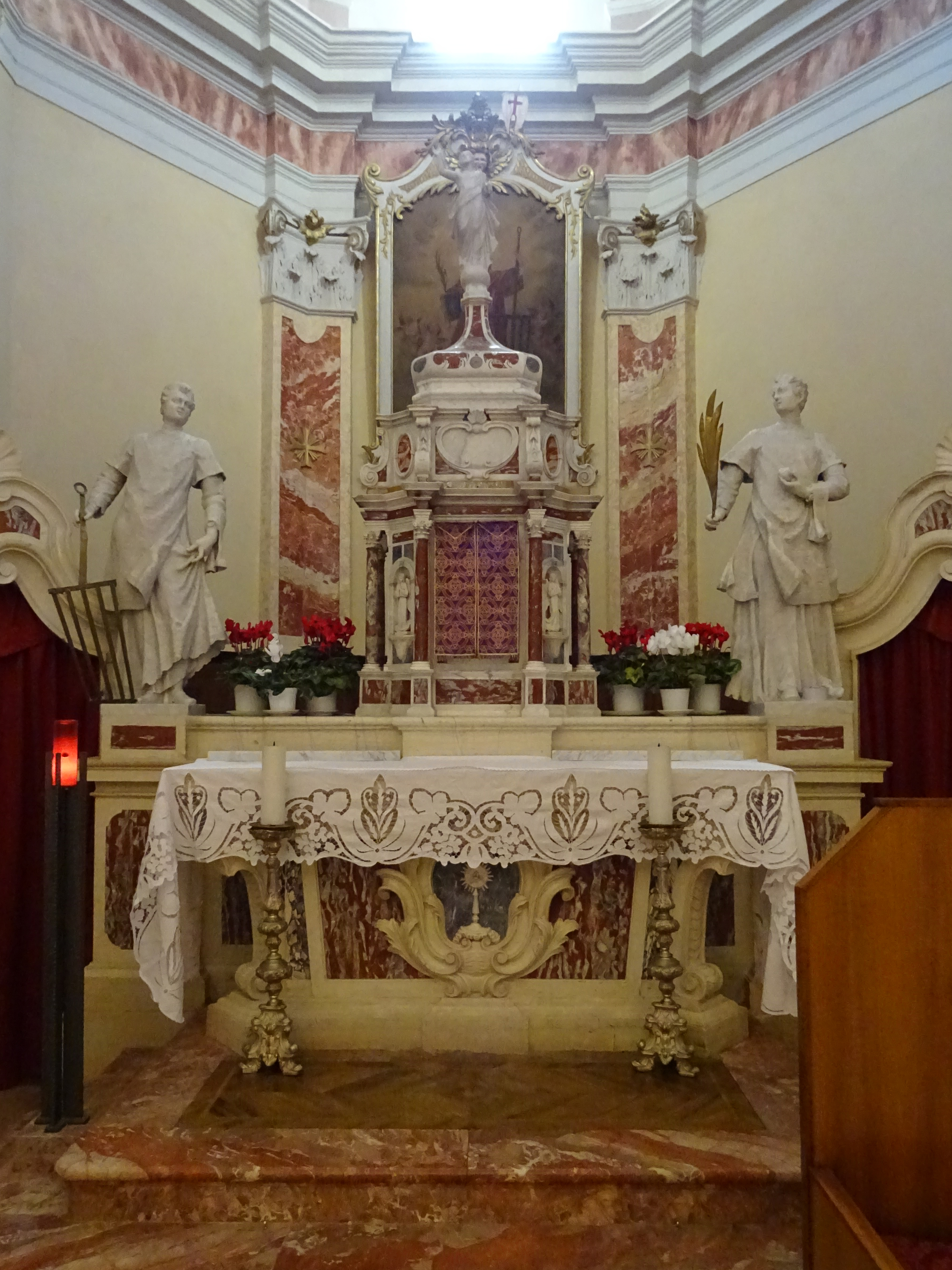
Altare maggiore

La chiesa a Cinte Tesino venne costruita con ogni probabilità attorno al XV secolo e già dal secolo successivo fu oggetto dei primi interventi di ampliamento. Una prima citazione su documenti dell'edificio risale al 1533 e pochi anni dopo, nel 1548, venne eretta la torre campanaria.
Ebbe la concessione del fonte battesimale nel 1734. La torre campanaria improvvisamente crollò nel 1781 e fu necessaria la sua riedificazione, che avvenne lo stesso anno. Tre anni dopo iniziò un'importante opera di ristrutturazione che si protrasse per oltre quarant'anni e alla conclusione di tale riedificazione il vescovo di Trento Francesco Saverio Luschin celebrò la sua solenne consacrazione nel 1828.
Durante il 1876 un devastante incendio colpì tutto l'abitato di Cinte Tesino che ne risultò quasi completamente distrutto. Anche la chiesa ne venne fortemente danneggiata e fu necessaria una sua quasi completa ricostruzione. La prima pietra del nuovo edificio venne benedetta nel 1878 e fu conclusa un anno dopo. In tale occasione la torre campanaria, che aveva resistito all'incendio, venne sopraelevata.
All'inizio del XX secolo vennero decorate le volte e nel primo dopoguerra fu necessario intervenire per riparare i danni che l'edificio aveva avuto durante il conflitto e in particolare ci si interessò delle opere pittoriche murarie. All'inizio della seconda metà del secolo vennero nuovamente restaurati i dipinti della sala e, nello stesso periodo, la facciata venne arricchita con un bassorilievo posto in alto, sopra il portale. 
Nel 1982 venne realizzato l'adeguamento liturgico con la sistemazione al centro del presbiterio della mensa rivolta al popolo. La custodia dell'Eucaristia è stata mantenuta nel tabernacolo dell'altare maggiore storico mentre le balaustre sono state rimosse.Venne elevata a dignità di chiesa parrocchiale nel 1983. Un ultimo ciclo di restauri conservativi che ha riguardato prima gli interni e in seguito gli esterni si è concluso nel 2010.

## Descrizione

### Esterni
La parrocchiale di San Lorenzo si trova nella parte meridionale dell'abitato di Cinte Tesino e mostra orientamento verso sud. La facciata in stile neoclassico è suddivisa in due ordini e si conclude con il frontone triangolare. Ai lati vi sono due corpi angolari dalla pianta arrotondata. Il portale architravato mostra un piccolo frontone che ripete il motivo di quello superiore della facciata. Sopra, in asse, la finestra cieca è decorata con un bassorilievo policromo. la torre campanaria si trova in posizione avanzata ed isolata sulla destra ed ha una cella doppia sovrapposta che si apre con due ordini di finestre a monofora.

### Interni
La navata interna è unica ed ampliata da quattro cappelle laterali. Il presbiterio è leggermente rialzato. Nella sala sono conservate pregevoli opere artistiche e durante lavori all'interno della parte presbiteriale sono stati messi in luce parti di antichi affreschi che recano la data 1501: una Madonna con Bambino e una Crocifissione.
L'organo presente in chiesa è di Tamburini di Crema.